# 조제학
조제학(調劑學), 제약학(製藥學, 영어: pharmaceutics)은 사회의 환자가 새로운 화학적 실체(NCE)를 안전하게 효율적으로 사용할 수 있는 약으로 변환하는 모든 과정을 다루는 약학의 한 갈래이다. 또, 조제학은 투약 형태 설계를 다루는 학문이기도 하다. 알려져 있는 약리학 특성을 지닌 화학 물질은 많지만 순수 화학 물질은 환자에게 무익하거나 해가 될 수 있다.
조제학에는 다음과 같은 분야로 나뉜다:
- 약물동태학
- 약력학
- 약물 역학
- 약학유전체학
- 약물 감시학
- 제제 설계학
- 조제 기술학

## 같이 보기
- 생약학
- 제약산업